# دوريس ستيفنز
دوريس ستيفنز (بالإنجليزية: Doris Stevens)‏ هي نسوية ‏ وسفرجات أمريكية، ولدت في 26 أكتوبر 1892 في أوماها في الولايات المتحدة، وتوفيت في 22 مارس 1963 في نيويورك في الولايات المتحدة. وُلدت ستيفنز عام 1888 في أوماها، نبراسكا، وانخرطت في الصراع من أجل حق المرأة في التصويت عندما كانت طالبة في جامعة أوبرلين. بعد تخرجها حاملةً إجازة في علم الاجتماع في عام 1911، درّست لفترة وجيزة قبل أن تصبح منظِّمة إقليمية مدفوعة الأجر لاتحاد الدفاع عن حق المرأة في التصويت التابع للجمعية الوطنية الأمريكية للدفاع عن حقوق النساء في الاقتراع (CUWS). عندما انشق CUWS عن المنظمة الأم في عام 1914، أصبحت خبيرة إستراتيجية قومية. كانت مسؤولة عن تنسيق مؤتمر النساء الذي كان يُقام في بنما في المحيط الهادئ في عام 1915. عندما أصبح الـ CUWS هو الحزب القومي للنساء (NWP) في عام 1916، حددت ستيفنز مندوباً حزبياً لكل واحدة من دوائر الكونغرس البالغ عددها 435 سعياً للحصول على الحرية النسائية القومية وهزم المرشحين الذين كانوا معارضين لحقوق المرأة.
بين عامي 1917 و1919، كانت ستيفنز مُشاركة بارزة في الوقفة الاحتجاجية الصامتة في البيت الأبيض في وودرو ويلسون لتمرير التعديل الدستوري لحقّ النساء في التصويت واعتُقلت عدة مرات بسبب مشاركتها في ذلك. بعد أن تضمّن التعديل التاسع عشر حق النساء في التصويت، ألّفت كتاباً بعنوان «سُجنت من أجل الحرية» عام 1920، روت فيه محنة الاحتجاجات.
حالما ضُمن حق المرأة في التصويت، ركّزت ستيفنز اهتمامها على وضع المرأة القانوني. دعمت تمرير التعديل الدستوري الخاص بتساوي الحقوق وعملت مع أليس بول بين عامي 1927- 1933 على مجلد من عمل يقارن تفاوت التأثير بين الرجال والنساء على القانون. كان الهدف من جمع البيانات هو الوصول إلى قانون دولي يحمي حق المرأة بالجنسية.
انتهى البحث بمساعدة نسويات من 90 بلدًا وتقدير القوانين التي تتحكم بجنسية النساء في كل بلد. بعد الحصول على الموافقة على العمل من قبل عصبة الأمم في عام 1927، قدّمت ستيفنز اقتراح «الاتحاد الأمريكي الشامل» في عام 1928 لإقناع مجلس الحكم بإنشاء لجنة البلدان الأمريكية للنساء (CIM). في عام 1913، انضمت إلى المعهد الأمريكي للقانون الدولي، لتصبح بذلك أول عضو امرأة فيه. في عام 1933، نتج عن عملها أول معاهدة لتأمين الحقوق الدولية للنساء.
تنص الاتفاقية الخاصة بجنسية المرأة أن المرأة تحتفظ بجنسيتها بعد الزواج كما تنص هذه الاتفاقية على أنه لا يمكن للزواج أو الطلاق أن يؤثرا على جنسية أفراد العائلة، ما يؤمن حماية لجنسية الأطفال.
طُردت ستيفنز من CIM في عام 1938، ومن NWP في عام 1947 بسبب النزاعات السياسية، وأصبحت نائبة رئيسة اتحاد لوسي ستون في عام 1951، والتي كانت عضواً فيه منذ العشرينيات 1920. ناضلت من أجل دحر السياسات التي تسعى لإزالة المكاسب التي حققتها النساء لدخول سوق العمل خلال الحرب العالمية الثانية كما عملت على جعل النسوية مجالًا دراسة أكاديميًا. واصلت نضالها من أجل قضايا النسوية حتى وفاتها في عام 1963.

## النشأة
وُلدت دورا كارولين ستيفنز في 26 أكتوبر/تشرين الأول 1888 في أوماها، نبراسكا ابنةً لكارولين د.(كوبمان عند الولادة) وهنري هيندربورك ستيفنز. كان والدها قسيساً للكنيسة البروتستانتية الهولندية لمدة أربعين عاماً وكانت أمها من جيل المهاجرين الأول من هولندا. واحدة بين أربعة أطفال، نشأت ستيفنز في أوماها وتخرجت في عام 1905 من مدرسة أوماها الثانوية. تابعت تعليمها لتتخرج من جامعة أوبرلين في عام 1911 مع شهادة في علم الاجتماع، على الرغم من أنها كانت تسعى إلى دراسة الموسيقى في البداية. بينما كانت معروفة في الجامعة بعاطفيتها ونشاطها للمطالبة بحق الاقتراع. تهذّب سلوكها العنيد وازدراؤها للباقة الأنثوية خلال سنواتها الجامعية. بعد التخرج، عملت ستيفنز كمدرّسة موسيقى وناشطة اجتماعية في أوهايو، ميشيغن. ومونتانا قبل أن تنتقل إلى واشنطن، حيث عملت منظّمة إقليمية للجمعية الأمريكية الوطنية لحق المرأة في التصويت (NAWSA).

## حياتها المبكرة
ولدت دورا كارولين ستيفنز في 26 أكتوبر، 1888 في أوماها، نبراسكا لكارولين دي (ني كوبمان) وهنري هيندربورك ستيفنز. كان والدها راعياً للكنيسة البروتستانتية الهولندية لمدة أربعين عاماً وكانت والدتها من الجيل الأول من المهاجرين من هولندا. واحد من أربعة أطفال، نشأت ستيفنز في أوماها وتخرجت عام 1905 من مدرسة أوماها الثانوية. واصلت تعليمها بعد تخرجها من كلية أوبرلين في عام 1911بحصولها على شهادة في علم الاجتماع، على الرغم من أنها كانت مهتمة بالموسيقى في الأصل. أثناء تواجدها في الجامعة، كانت معروفة برومنسيتها وبمطابتها بحق الاقتراع للمرأة. كان سلوكها الجامح وازدرائها لآداب المجتمع الأنثوية ينميان خلال سنوات دراستها الجامعية. بعد التخرج، عملت ستيفنز كمدرسة موسيقى وعاملة اجتماعية في أوهايو، ميشيغان. ومونتانا قبل الانتقال إلى العاصمة واشنطن، حيث أصبحت منظّمة إقليمية مع الرابطة الوطنية لحق المرأة في التصويت.

## الاقتراع
في عام 1913، وصلت ستيفنز إلى واشنطن للمشاركة في اعتصام يونيو في مجلس الشيوخ. وقالت إنها لم تكن تنوي البقاء، لكن أليس بول أقنعتها بالقيام بذلك. تم توظيفها من قبل الرابطة الوطنية الأمريكية لحق المرأة في التصويت وتم تعيينها في اتحاد الكونغرس الذي تم تشكيله حديثاً لاقتراع المرأة، الذي تم إنشاؤه من قبل أليس بول وماري ريتر بيرد. في ذلك الوقت كان لاتحاد الكونغرس تقسيم صغير للرابطة الوطنية الأمريكية لحق المرأة في التصويت، على الرغم من أنها عملت بشكل مستقل.  تم التعاقد من ستيفنز للعمل كأمينة تنفيذية في العاصمة واشنطن، بالإضافة إلى عملها كمنظمة إقليمية، وتم تعيينها في المنطقة الشرقية. كانت بول قد قسمت الأمة إلى أرباع من أصل اثنا عشر ولاية وعينت ستيفنز في المنطقة الشرقية مابل فيرنون إلى الغرب الأوسط، آن مارتن إلى أقصى الغرب، ومود الصغرى إلى الجنوب. وكُلف المنظمون الإقليميون بتثقيف المجموعات بشأن مشاريع قوانين الاقتراع التي كانت في الكونغرس ومع الحصول على دعم من كل ولاية للتصديق على الاقتراع الوطني. وبدلاً من اتباع الاستراتيجية السابقة المتمثلة في تحقيق حق التصويت على أساس كل ولاية على حدة، كانت لاستراتيجية اتحاد الكونغرس موافقة فيدرالية كاملة. وقد تسببت هذه المسألة في حدوث صدع في حركة الاقتراع في مؤتمر عام 1913، مما دفع بول ومؤيديها إلى قطع العلاقات مع المجلس الوطني للولايات المتحدة ليصبحوا منظمة مستقلة.
مع الانشقاق بدأ الاتحاد في الكونغرس عملية إعادة التنظيم لدفع الحملات ضد المرشحين الديمقراطيين لأنهم لم يدعموا الاقتراع أثناء سيطرتهم على السلطة التشريعية.
أنشأت بول مجلساً استشارياً يضم جميع النساء العاملات في مجال الاقتراع والنساء البارزات، وكان من بينهن هنبيرتا فاولر، شارلوت بيركنز غيلمان، هيلين كيلر، بيل كيس لا فوليت، ماي رايت سيوال، ومربيون مثل إيما جيليت، ماريا مونتيسوري، وكلارا لويز طومسون، أستاذة لاتينية في كلية روكفورد، مع آخرين، لإضفاء المصداقية على المنظمة الجديدة.
أصبحت ستيفنز المنظّمة الوطنية المكلفة بتنظيم المرأة في الولايات التي تمكّن فيها من التصويت باستخدام بطاقات الاقتراع ومعارضة أي مرشح لا يؤيد حق المرأة الكامل بالتصويت. واحدة من الأماكن الأولى التي سافر إليها ستيفنز كانت كولورادو، حيث نجح اتحاد الكونغرس بحق المرأة في التصويت بالحصول على التزام من أحد أعضاء الكونغرس لدعم قضية المرأة. بالعودة من هذا النجاح في يناير 1915، ذهبت إلى نيويورك سيتي ونيوبورت، رود ايلاند من أجل حملة قبل التوجه إلى الغرب. أنشأت حملتها في كانساس، على أمل تأمين المندوبين لعقد اتفاقية في سان فرانسيسكو في سبتمبر.
عند وصولها إلى كاليفورنيا في يونيو، رافقت ستيفنز مجموعة من النساء بقيادة شارلوت أنيتا ويتني للاجتماع بأعضاء لجنة الاعتمادات بالمجلس التشريعي الذين كانوا يجتمعون في فندق بالاس في سان فرانسيسكو. وقد تم التأكيد للنساء أن بإمكانهن عرض قضاياهن، لكن الرئيس جون جي فيتزجيرالد، ممثل نيويورك، رفض السماح بذلك. واصلت ويتني وستيفنز جهودهما التخطيطية لمؤتمر بنما باسيفيك للمعارض في سان فرانسيسكو في مقر اتحاد الكونغرس لحق المرأة في التصويت عام 1915، ناقشت ستيفنز إستراتيجية توظيف «ابتسامة المليون صوت»، مفترضة أن الابتسامة كانت أداة مفيدة في الكفاح من أجل كسب دعم الرجال. وقالت: «ابتسمي للرجال وسيقومون بالتصويت لك. إن كنتِ قاسية لن يصوتوا». ومع ذلك، عندما وصلت أليس بول قبل أسبوعين من الحدث، قامت بإلغاء أحداث كورال، كما ألغت استعراض واجتماع الكتلة الذي كان مخططاً له في قاعة الطقوس الأسكتلندية. كانت ستيفنز قد شاركت في الإشراف على كل من هذه الأحداث، على الرغم من أن النساء المحليات كنّ قد خططن لها وقمن بتنظيمها. قامت بول بالإبقاء على مأدبة الغداء والكرة التي ستعقد في مبنى المعرض في كاليفورنيا. بعد مؤتمر سبتمبر، خططت ستيفنز للبقاء في سان فرانسيسكو وتدير جناح معرض اتحاد الكونغرس لحق المرأة في التصويت، لكنها اضطرت للعودة إلى واشنطن بسبب مغادرة المبعوثة الشرقية مارغريت ويتيمور بسبب زواجها. بدأت ستيفنز على الفور بالتخطي لعقد مؤتمر في واشنطن في ديسمبر. 
في بداية عام 1916، أعلنت ستيفنز السياسة التي نظمها اتحاد الكونجرس لحق المرأة في التصويت في اثنين وعشرين ولاية والتخطط لتجنيد مندوبين لكل دائرة من دوائر مجلس النواب البالغ عددها 435 مقاطعة. طُلب من المندوبين تشكيل لجان للضغط على أعضاء الكونجرس لتأييد حق الاقتراع وتوعيتهم بأن ناخبيهم يؤيدون حصول النساء على التصويت. بدأت ستيفنز بتنفيذ إستراتيجية أخرى في وقت مبكر من عام 1916 تطلب من أعضاء اتحاد الكونغرس لحق المرأة في التصويت أن يذهبوا إلى الولايات الأخرى التي سُمح فيها للنساء بالتصويت، وإنشاء الإقامة والتسجيل للتصويت. وبهذه الطريقة، يمكنهم التصويت في انتخابات الولاية والانتخابات الوطنية على أمل ملء الهيئة التشريعية بالمشرعين الذين يفضلون الاقتراع. سجلت ستيفنز للتصويت في كانساس في ذلك العام. في 5 يونيو 1916، أصبح اتحاد الكونغرس لحق المرأة في التصويت الحزب الوطني للمرأة، ولديها منصة واحدة للحصول على تعديل دستوري لحق المرأة في الاقتراع.  بعد حضور مؤتمر الحزب الوطني للمرأة في شيكاغو في يونيو، توجهت ستيفنز إلى مؤتمر في كولورادو.  بحلول شهر أكتوبر، كانت ستيفنز تنظم وتدير حملة الانتخابات الوطنية في ولاية كاليفورنيا.

## حق التصويت
في عام 1913، وصلت ستيفنز إلى واشنطن لتشارك في اعتصام يونيو لمجلس الجامعة. لم تخطط للبقاء، لكن آليس بول أقنعتها بذلك. تم توظيفها من قبل منظمة NAWSA، وعُيّنت في اتحاد الكونغرس الجديد الذي تم تشكيله من أجل حق المرأة في الاقتراع (CUWS)، والذي أُنشئ من قبل آليس بول وماري ريتر بيرد.
في ذلك الوقت كان اتحاد الكونغرس أحد أقسام منظمة NAWSA، على الرغم من أنه كان يعمل بشكل مستقل. تم توظيف ستيفنز لتعمل كسكرتيرة تنفيذية في واشنطن. كما أنها عملت مُنظّمة إقليمية وكانت مسؤولة عن المقاطعة الشرقية. قسّمت بول الدولة إلى أرباع كل منها اثنتا عشرة ولاية وأوكلت المنطقة الشرقية لستيفنز، ومابل فيرنون في الغرب الأوسط، وآن مارتن في أقصى الغرب، وومود يونغر في الجنوب. كانت مهام المنظمين الإقليميين هي تعليم المجموعات حول مشاريع قوانين حق الاقتراع التي كانت في الكونغرس وحشد الدعم من كل ولاية للمصادقة على حق الاقتراع الوطني.
وبدلاً من اتباع الاستراتيجية السابقة للحصول على حق الاقتراع على أساس كل ولاية على حدة، كانت إستراتيجية اتحاد الكونغرس حاصلة على موافقة فيدرالية كاملة. سببت هذه المسألة حدوث فجوة في حركة الاقتراع في اتفاقية عام 1913، ما جعل بول وداعميها يفكّون ارتباطهم مع NAWSA ويصبحون منظمة مستقلة.
بسبب هذه الفجوة، بدأ اتحاد الكونغرس بعملية إعادة التنظيم من أجل دعم الحملات ضد المرشحين الديمقراطيين لأنهم لم يدعموا حق الاقتراع عندما كانوا يحكمون المجلس التشريعي. أسست بول مجلساً استشارياً مؤلفاً بأكمله من النساء ويضم جميع النساء العاملات في صناديق الاقتراع والنساء البارزات بما فيهن بيرثا فلور وشارلوت بيركن غيلمان وهيلين كيلر ووبيلي كيس لافوليت وماي رايت سيول ومعلمات مثل إيما جيليت وماريا مونتيسوري وكلارا لويس ثومبسون وبينهن معلمة لاتينية قي جامعة روكفورد لإضافة المصداقية إلى المنظمة الجديدة.
أصبحت ستيفنز المنظّمة الوطنية والمسؤولة عن تنظيم النساء في الولايات التي تمكنوا فيها من التصويت ليستخدموا أصواتهن ويرفضوا أي مرشح لا يدعم حق المرأة الكامل في الاقتراع. أول الأماكن التي سافرت إليها ستيفنز كانت كولورادو حيث نجحت CUWS في الحصول على التزام من أحد أعضاء الكونغرس بدعم قضية المرأة. بعد تحقيقها هذا النجاح في عام 1915، ذهبت إلى مدينة نيويورك ونيوبورت ورود آيلاند للقيام بحملة قبل التوجه غرباً. قامت بحملة في كانساس على أمل تأمين ممثلين للمؤتمر الذي تم التخطيط له في سان فرانسيسكو في شهر سبتمبر/أيلول.
عند وصولها إلى كاليفورنيا في يونيو/حزيران، رافقت ستيفنز مجموعة من النساء بقيادة شارلوت أنيتا ويتني للقاء أعضاء لجنة الاعتمادات للمجلس التشريعي الذين كانوا يجتمعون في فندق بالس في سان فرانسيسكو، أكدت النساء أنه بإمكانهن عرض قضيتهن لكن جون جي فيتزجيرالد، ممثل نيويورك، رفض أن يسمح بذلك. بكل شجاعة، استمرت ستيفنز وويتني بمحاولاتهن للتخطيط لمؤتمر بنما للمعارض CUWS في سان فرانسيسكو.
في عام 1915 في سان فرانسيسكو في مقر CUWS، ناقشت ستيفنز إستراتيجية توظيف «ابتسامة مليون صوت»، مفترضةً أن الابتسام كان أداة مفيدة من أجل كسب دعم الرجال. إذ قالت: «ابتسمي للرجال وسيعطونك صوتهم، كوني متجهمة ولن يعطوكِ إياه». مع ذلك، عندما وصلت آليس بول إلى الحدث قبل أسبوعين، ألغت حفلات كورال واستعراضًا واجتماعًا كانا مقررين لصالة الطقوس الاسكتلندية.
كانت ستيفنز مشاركةً في الإشراف على كل من هذه المناسبات، لكن النساء المحليات هنّ من خططن ونظّمن لها. أبقت بول حجز مأدبة الغداء ولعبة كرة كي يُقاما في مبنى كاليفورنيا الخاص بالمعرض. بعد مؤتمر سبتمبر/أيلول، خططت ستيفنز للبقاء في سان فرانسيسكو وإدارة جناح معرض CUWS، لكن تم إجبارها على العودة إلى واشنطن لأن المندوبة مارغريت وايتمور استقالت بسبب زواجها. بدأت ستيفنز فوراً بالتخطيط لعقد مؤتمر في واشنطن في ديسمبر/كانون الأول.
في مطلع عام 1916، أعلنت ستيفنز عن الخطة التي نظمتها CUWS في اثنتين وعشرين ولاية وخططت لتحديد مندوبين عن كل واحدة من 435 مقاطعة. كان مطلوباً من المندوبين أن يشكلو لجنة للضغط على أعضاء الكونغرس من أجل تأييد حق الاقتراع وجعلهم يعرفون أن انتخابهم يدعم السماح للنساء بالتصويت. بدأت ستيفنز بتنفيذ إستراتيجية أخرى في بدايات عام 1916 تتطلب أن يذهب أعضاء CUWS إلى ولايات أخرى حيث من المسموح للنساء أن تصوّت، ويسكنوا فيها ويقوموا بالتصويت. بهذه الطريقة يمكنهم أن يصوتوا في الانتخابات الوطنية وانتخابات الولاية على أمل ملء المجلس التشريعي بالمشرعين الذين يؤيدون حق التصويت. سجلت ستيفنز في ذلك العام لتصوّت في كانساس. في 5 يونيو/حزيران من عام 1916، أصبحت منظمة CUWS حزب النساء الوطني (NWP)، ولديها منصة واحدة للحصول على تعديل دستوري لحقّ المرأة في التصويت. بعد حضور مؤتمر NWP في شيكاغو في يونيو/حزيران، توجّهت ستيفنز لحضور مؤتمر في كولورادو. كانت ستيفنز بحلول أكتوبر تنظّم وتُدير حملة انتخابات NWP في كاليفورنيا.

## الاعتقال
نظراً لدخول الولايات المتحدة في الحرب العالمية الأولى، أوقف بعض الداعمين لحق التصويت نشاطاتهم في عام 1917 لأنه ربما يتم اعتبار ذلك «غير وطني»، لكن ستيفنز بدلاً من ذلك أصرت على أن ذلك كان «تصرفاً متعجرفاً من ويلسون بأن يحارب من أجل الديمقراطية بعيداً، في حين أن تلك الديمقراطية لم تشمل النساء في الوطن».
في يناير/ كانون الثاني بعد أن اجتمع وفد من أعضاء NWP مع الرئيس وودرو ويلسون اجتماعاً مخيباً للآمال، كان من المقرر أنهم سيحتجون أمام البيت الأبيض كل يوم، ويقفون وقفة احتجاجية صامتة حتى يدرك ويلسون أهمية قضيتهم. حافظت النساء على مواقعهن لأكثر من عام متجاهلين الظروف الجوية وخطر الاعتقال. وعلى الرغم من قيامها بمهمات تنظيمية أخرى كتنظيم فرع NWP في كارولينا الشمالية في شهر مارس/آذار، فقد شاركت ستيفنز في الاحتجاج. واعتقلت مع 15 امرأة أخرى بتهمة الاعتصام أمام البيت الأبيض في يوم الباستيل في يوليو/تموز عام 1917، بتهمة عرقلة حركة الرصيف، وقضت ثلاثة أيام من أجل 60 يوماً عوقبت بها في إصلاحية أوكوتشوان قبل حصولها على عفو من الرئيس ويلسون. وُضعت النساء ضمن نزلاء السجن دون إعطائهن أي فرشاة أسنان أو أمشاط أو أدوات نظافة وتفاجئن بأنه كان يجب عليهن أن يشاركن غطاس الماء مع باقي السجناء.